# Lissy (film)
Cet article concerne le film. Pour la commune française, voir Lissy.
Pour plus de détails, voir Fiche technique et Distribution.
Lissy est un film dramatique est-allemand réalisé par Konrad Wolf, sorti en 1957. C'est une adaptation du roman Die Versuchung de Franz Carl Weiskopf publié en 1937.

## Synopsis
Lissy Schröder, une ouvrière berlinoise, se marie avec Alfred, un commis. En 1932, Alfred est renvoyé par son patron juif. Alfred qui était jusque là apolitique décide de rejoindre le parti nazi, malgré les liens qu'il avait avec le frère de Lissy, Paul, militant au Parti communiste. Après la prise de pouvoir des nazis en janvier 1933, Paul est abattu par les nazis, ce qui pousse Lissy à s'interroger sur l'idéologie de son mari et sur son propre positionnement.

## Fiche technique
- Titre original : Lissy
- Titre français : Lissy[2]
- Réalisateur : Konrad Wolf
- Scénario : Grete Weiskopf, Konrad Wolf d'après le roman de Franz Carl Weiskopf
- Photographie : Werner Bergmann (de)
- Montage : Lena Neumann (de)
- Musique : Joachim Werzlau (de)
- Sociétés de production : Deutsche Film AG
- Pays de production :  Allemagne de l'Est
- Langue de tournage : allemand
- Format : Noir et blanc - 1,33:1 - Son mono - 35 mm
- Durée : 89 minutes (1h29)
- Genre : Film dramatique
- Dates de sortie :
  - Allemagne de l'Est : 30 mai 1957
  - Allemagne de l'Ouest : 9 février 1958
  - Hongrie : 13 février 1958
  - France : 22 juin 1994

## Distribution
- Sonja Sutter : Lissy Schröder / Frohmeyer
- Horst Drinda (de) : Alfred Frohmeyer
- Hans-Peter Minetti : Paul Schröder
- Kurt Oligmüller (de) : Kaczmierczik
- Gerhard Bienert : Père Schröder
- Else Wolz (de) : Mère Schröder
- Raimund Schelcher : Max Franke
- Christa Gottschalk (de) : Toni Franke
- Mathilde Danegger : l'oratrice
- Annemarie Hase : Mme Kaluweit
- Willi Schwabe (de) : Gold
- Gerd Michael Henneberg (de) : Staudinger
- Walter E. Fuß (de) : le barman
- Axel Triebel (de) : le propriétaire de Fromeyer
- Wilhelm Gröhl (de) : le président-directeur-général
- Gerhard Rachold (de) : le jeune SA
- Rolf Ripperger (de) : le collègue de Fromeyer